# Charles Salé
Pour les articles homonymes, voir Sale.
Charles Salé, né le 15 avril 1952 à Woutchaba dans la Région de l'Est, est un homme de lettres et homme politique camerounais.

## Biographie

### Débuts
Il est élève à l’Ecole départementale de Nanga-Eboko et à l’Ecole départementale de Bertoua. Du C.E.S de Nanga-Eboko, il passe par le Lycée de Bertoua, le Lycée Général Leclerc de Yaoundé et le Cours du soir Ndi Samba Mvog-Ada où il achève sa formation secondaire.
Il fait des études supérieures à l’Université de Bordeaux III, de Talence et de Yaoundé. Le parcours se termine par une licence en Lettre Modernes Françaises, une Maîtrise en Lettres Modernes et un DEA en Lettres Modernes.

### Carrière
Il s’illustre comme critique littéraire, mais aussi comme auteur. Même si sa bien modeste bibliographie peut laisser penser que l’écriture n’est pas sa priorité, il a cependant réussi à s’imposer comme écrivain avec La’afal. Ils ont dit…, son tout premier roman publié, un ouvrage qui lui a valu d'être primé aux GPAL 2014,.
La politique occupe une place nettement plus importante dans le quotidien de Charles Salé. Membre influent du RDPC, le parti au pouvoir au Cameroun, il a tour à tour été maire, député, Ministre des Transports, puis Ministre de l’Industrie, des Mines et du Développement Technologique. Il est nommé en 2012 président du conseil d’administration de l’Hôpital Gynéco-Obstétrique de Yaoundé, fonction qu'il cumule à partir de 2013 avec celle de sénateur.

## Distinction
Il est le lauréat du Grand prix des Belles-Lettres 2014, l'un des Grands prix des associations littéraires.

## Œuvres
- Calixthe Beyala. Analyse sémiotique de Tu t'appelleras Tanga, Essai, Éditions L'Harmattan, 142 p., 2005.
- La'afal.Ils ont dit..., roman, Éditions L'Harmattan, 180 p., 2014, (Grand prix des associations littéraires 2014, catégorie « Belles-lettres »).